# Distathma backstromi
Distathma backstromi là một loài tò vò trong họ Ichneumonidae.